# María Aikenhead
María Aikenhead (Cork, 19 de enero de 1787 - Dublín, 22 de junio de 1858) fue una religiosa católica irlandesa, fundadora del Instituto de Hermanas de la Caridad en Irlanda y del hospital de San Vicente de Sídney (Australia). Es reconocida en la Iglesia católica con el título de venerable.

## Biografía

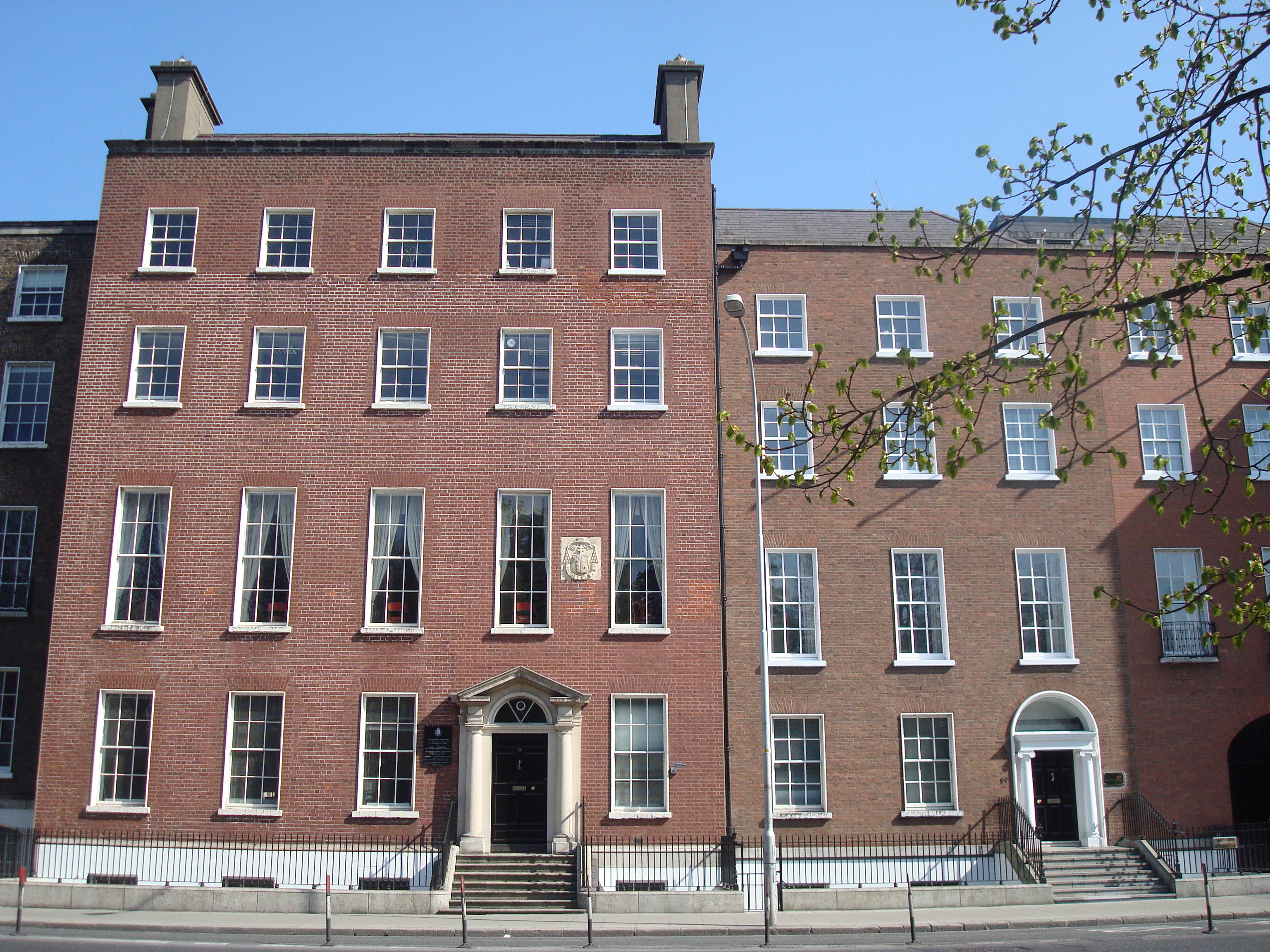
Hospital San Vicente y San Esteban de Dublín, fundado por María Aikenhead.

María Aikenhead (Mary Aikenhead) nació el 19 de enero de 1787 en la ciudad de Cork, Provincia de Munster (Irlanda), en el seno de una familia católico-anglicana. Sus padres fueron David Aikenhead y Ana Wight. María fue bautizada en 1787 en la Iglesia anglicana, confesión cristiana a la que pertenecía su padre. Aunque algunos dicen que pudo haber sido bautizada en secreto por su madre en el seno de la Iglesia católica, sin embargo, María hizo oficial su conversión al catolicismo el 6 de junio de 1802, gracias a la conversión de su padre en el lecho de muerte.
En 1808, María Aikenhead se fue a vivir con su amiga Ana O'Brien en Dublín. Conocida por su participación activa en las obras de caridad, el obispo coadjutor de la ciudad, Daniel Murray, le invitó a fundar una congregación religiosa dedicada al servicio de los pobres. Para tal efecto, María hizo un noviciado en el Convento del Instituto de la Santísima Virgen, en York (Inglaterra), e hizo su profesión religiosa el 1 de septiembre de 1815. Luego de su profesión, regresó a Dublín, donde asumió un orfanato el 22 de agosto de 1815, a partir de entonces dio inicio a la Congregación de las Hermanas de la Caridad de Irlanda, de la cual ella fue nombrada la primera superiora, cargo que ocupó por 17 años.
En 1831 una inflamación a la espina dorsal le confinó prácticamente a la discapacidad, aun así ella siguió gobernando el instituto y enviando religiosas a fundar conventos en Australia e Inglaterra. En 1858 el instituto fue aprobado por la Santa Sede, para entonces la fundadora se había encargado de la institución de 12 conventos y las actividades en Asilos, orfanatos y hospitales. A ella se atribuye la fundación del hospital San Vicente de Sídney en Australia en 1857. Al año siguiente (28 de julio) María murió en el convento de las Hermanas de la Caridad de Dublín.
Nombrada Sierva de Dios en 1921, el 18 de marzo de 2015, el papa Francisco, aprobó el decreto de vírtudes heroicas de María Aikenhead, por medio del cual recibe el título de Venerable.